# Carabiniere (contratorpedeiro de 1938)
O Carabiniere foi um contratorpedeiro operado pela Marinha Real e Marinha Militar Italiana e a quinta embarcação da Classe Soldati. Sua construção começou em fevereiro de 1937 no Cantiere navale di Riva Trigoso e foi lançado o mar em agosto de 1938, sendo comissionado na frota italiana em dezembro do mesmo ano. Era armado com uma bateria principal de quatro canhões de 120 milímetros e seis tubos de torpedo de 533 milímetros, tinha um deslocamento carregado de mais de duas mil toneladas e conseguia alcançar uma velocidade máxima de 35 nós.
O Carabiniere serviu na Segunda Guerra Mundial. Ele participou de várias operações de escoltas de comboio para a Campanha Norte-Africana e também esteve presente na Batalha da Calábria em julho de 1940, na Batalha do Cabo Spartivento em novembro, na Batalha do Cabo Matapão em março de 1941 e na Primeira Batalha de Sirte em dezembro. Foi torpedeado pelo submarino britânico HMS P36 em fevereiro de 1942 e ficou sob reparos até janeiro de 1943. A Itália se rendeu em setembro e o navio rumou para Maó, na Espanha, onde ficou internado até o fim da guerra.
O navio permaneceu sob controle italiano e passou por uma grande modernização entre 1953 e 1955 que incluiu a reconstrução de sua superestrutura, reformulação do armamento, substituição de equipamentos, entre outras modificações. O Carabiniere foi colocado na reserva em 1958 e inicialmente usado para testes de novos equipamentos, porém depois atuou um navio de treinamento até ser descomissionado em 1965. Permaneceu atracado aguardando sua desmontagem até meados de 1978, quando foi vendido como sucata e desmontado em La Spezia.